# Where I Am
Where I Am è un singolo della cantante australiana di origini danesi Anja Nissen, scritto dalla stessa Anja in collaborazione con Angel Tupai e Michael D'Arcy e pubblicato il 28 febbraio 2017 su etichetta discografica di proprietà dell'Australian Broadcasting Corporation.
Il 25 febbraio 2017 Anja Nissen ha presentato Where I Am a Dansk Melodi Grand Prix 2017, il processo di selezione per il rappresentante danese all'Eurovision Song Contest 2017. La sua esibizione ha ricevuto il 64% dei televoti, garantendole una vittoria schiacciante. L'anno precedente era arrivata seconda con il brano Never Alone. Rappresenterà la Danimarca all'Eurovision a Kiev, in Ucraina. Anja dovrà passare la seconda semifinale dell'11 maggio, competendo con altri 18 artisti per aggiudicarsi uno dei dieci biglietti per la finale del 13 maggio.

## Tracce
Download digitale
1. Where I Am – 2:59